# 小城市立三里小学校
小城市立三里小学校（おぎしりつ みさとしょうがっこう）は佐賀県小城市小城町栗原にある市立小学校。

## 概要
歴史
1878年（明治11年）創立。数回の改組・改称を経て、現校名になったのは2005年（平成17年）。2018年（平成30年）には創立140周年を迎えた。
校章
梅の花弁の絵を背景にして、中央に「三」の文字を置いている。
校歌
1958年（昭和33年）に制定。歌詞は4番まであり、1番の歌詞中に校名の「三里」が登場する。
通学区域
住所表記で「小城市小城町」の後に「峰、小隈、坂井、湯谷、西川、山崎、上右原、下右原、門前、小島、下久須、牛尾、大江、船田、久蘇（くしょ）、轡ケ里（くつわがり）」が続く地域。
中学校区は小城市立小城中学校。

## 沿革
- 1878年（明治11年）9月 - 栗原・久須・船田の小学校3校を統合し、「双里小学校」と命名。大字栗原ケ皇と池上ノ里との境界に校舎を新設。
- 1886年（明治19年）- 小学校令の施行により、尋常科（4年制）を設置の上、「尋常双里小学校」に改称。
  - 後に「双里尋常小学校」に改称。
- 1889年（明治22年）4月1日 - 町村制の施行により、三里村が発足。
- 1891年（明治24年）- 小学校令改正により、三里村立の学校となる。
- 1894年（明治27年）11月 - 再建校舎が完成。
- 1899年（明治32年）6月 - 「三里尋常小学校」と改称。
- 1908年（明治41年）4月 - 小学校令の改正に伴い、高等科（2年制）を併置の上、「三里尋常高等小学校」に改称。
  - 義務教育年限（尋常科の修業年限）が4年から6年に延長されたため、尋常科5年と6年・高等科1年と2年を新設。
- 1914年（大正3年）4月 - 高等科を2学級編成とする。
- 1932年（昭和7年）4月 - 岩松村・晴田村・三里村三村が小城町に統合され、小城町立の小学校となる。
- 1933年（昭和8年）4月1日 - 小城町内の高等科集約により、高等科を廃し「三里尋常小学校」（6年制）となる。
- 1941年（昭和16年）4月1日 - 国民学校令の施行により、「小城町三里国民学校」（6年制）と改称。尋常科を初等科に改める。
- 1944年（昭和19年）10月 - 講堂が完成。
- 1947年（昭和22年）4月1日 - 学制改革により、「小城町立三里小学校」と改称。
- 1951年（昭和26年）
  - 4月 - 西校舎1棟4教室が完成。
  - 6月 - 豪雨により、運動場の一部を流失。
- 1954年（昭和29年）5月 - 南校舎を解体し、北校舎1棟5教室が完成。
- 1955年（昭和30年）9月 - 運動場を改修。
- 1958年（昭和33年）3月 - 校旗と校歌を制定。
- 1959年（昭和34年）
  - 1月 - 中校舎を解体し、南校舎1棟が完成。
  - 12月 - 中校舎5教室が完成。
- 1961年（昭和36年）5月 - 家庭科室が完成。
- 1967年（昭和42年）9月 - プールが完成。
- 1979年（昭和54年）3月 - 創立100周年記念式を挙行。
- 1985年（昭和60年）11月 - 「なかよしルーム」 で全校給食を開始。
- 1988年（昭和63年）3月 - 創立110周年を記念して、鉄筋コンクリート造新校舎および体育館が完成。
- 1990年（平成2年)8月 - 学校の近く（西川）に押しボタン式の信号機が設置される。
- 1992年（平成4年）3月 - 西崖の吹付工事が完成。
- 1999年（平成11年）9月 - パソコン教室が完成。
- 2005年（平成17年）3月1日 - 市町村合併により、「小城市立三里小学校」（現校名）に改称。
- 2009年（平成21年）8月	- 三里塾を立ち上げ、宿泊体験・みかん収穫体験・梅まつりボランティア活動を実施。
- 2010年（平成22年）10月 - 子どもサポーターが配置される。
- 2012年（平成24年）
  - 4月 - 複式学級編成となる。
  - 8月 - 三里塾宿泊体験活動で初めて天山（てんざん）登山を実施。
  - 10月	- 三里塾を「三塁ふれあい自然塾」 に改称。
- 2013年（平成25年）
  - 4月 - 全教室に電子黒板を設置。
  - 8月 - タブレットパソコンの活用を開始。
- 2019年（令和元年）8月 - 普通教室にエアコンを設置。

## 交通
最寄りの鉄道駅
- JR九州 唐津線「小城駅」

最寄りのバス停留所
- 昭和バス 「三津」バス停（3.5km）

最寄りの幹線道路
- 佐賀県道332号多久牛津線

## 周辺
- 小城公民館三里支館
- 西川公民館
- 竹下製菓株式会社本社
- 晴気川